# Sylvia Sidney
Sophia Kosow, mais conhecida como Sylvia Sidney ou Sylvia Sydney (Nova York, 8 de agosto de 1910 — Nova York, 1 de julho de 1999), foi uma atriz norte-americana, famosa pelos dramas lacrimosos que protagonizou na Paramount Pictures.

## Vida e carreira
Nascida Sophia Kosow, filha de pai russo e mãe romena que se divorciaram quando tinha cinco anos, Sylvia apegou-se ao padrasto Sigmund Sidney, de quem herdou o sobrenome artístico e que a incentivou a estudar artes dramáticas para combater sua timidez. Estreou no teatro aos quinze anos e depois de várias peças fez seu primeiro filme, Noites da Broadway (Broadway Nights, 1927). Atingiu o estrelato em 1931 com Ruas da Cidade (City Streets), de Rouben Mamoulian. Contratada da Paramount, onde o glamour era reservado, disse ela em entrevista a J. V. Cotton em 1975, "exclusivamente para Marlene Dietrich e Carole Lombard", foram-lhe reservados os papéis de mulher sofredora, sempre às voltas com gangsters.

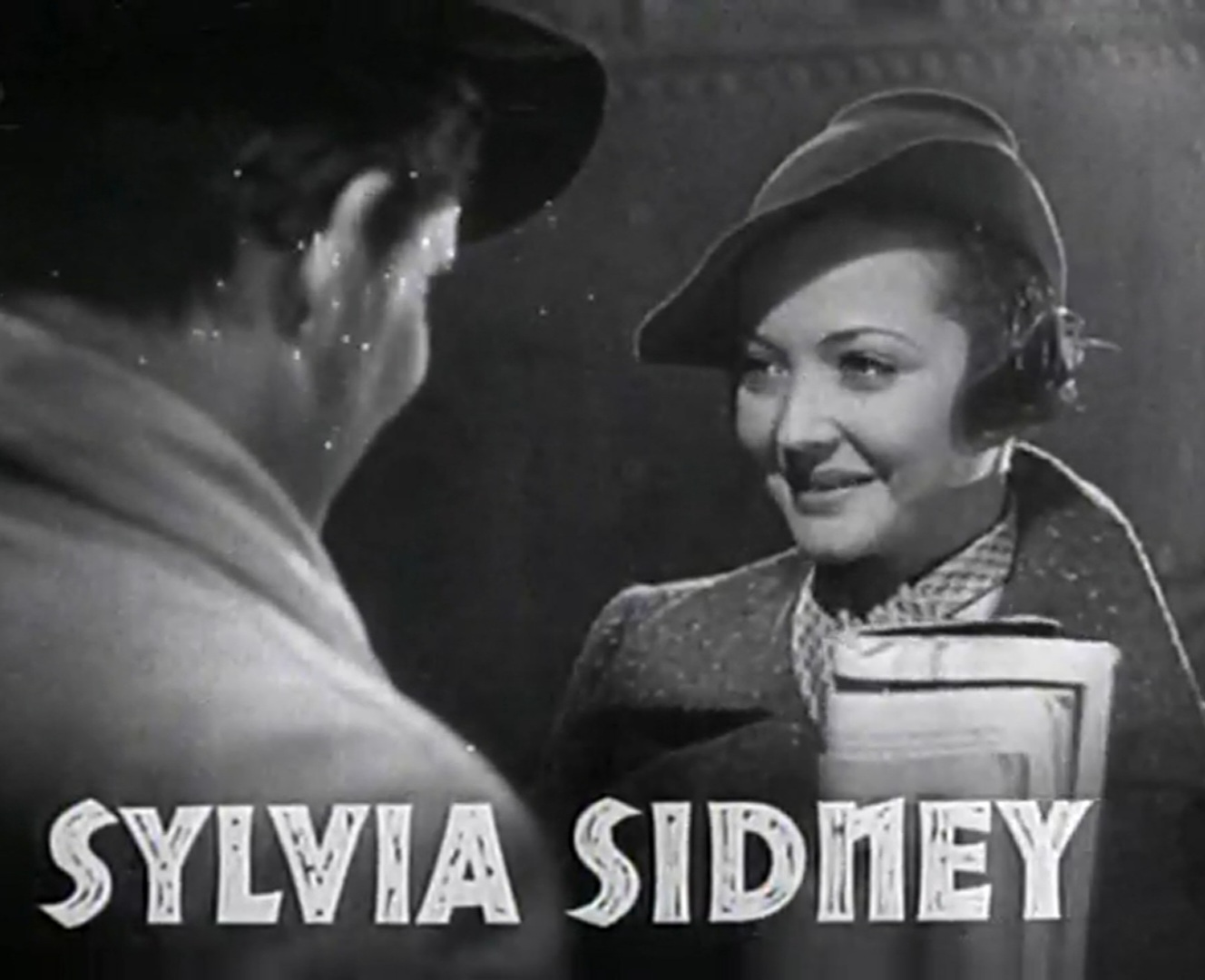
Sylvia Sidney em Fúria

Dona de dois dos mais tristes olhos de Hollywood, foi "(...) a jovem grávida de Tragédia Americana (An American Tragedy, 1931), uma flor desabrochando nas ruas miseráveis de Nova York em No Turbilhão da Metrópole (Street Scene, 1931) e em Ruas da Cidade, presidiária em Confissões de Uma Presidiária (Confessions of a Co-Ed, 1931) e Almas Cativas (Ladies of the Big House, 1931), sofrida e enganada esposa japonesa em Madame Butterfly (Madame Butterfly, 1932), amante ilícita de figurão grosseiro em Fiel ao Seu Amor (Jennie Gerhardt, 1933) e perseguida pela polícia em A Fugitiva (Mary Burns, Fugitive, 1935), Fúria (Fury, 1936) e Vive-se Só Uma Vez (You Only Live Once, 1937)", disse na mesma ocasião.
No fim da Segunda Guerra Mundial, seu contrato expirou e não foi renovado. Sua presença nas telas começou a rarear e Sylvia ganhou vida nova na televisão, onde fez inúmeros filmes, entre eles AIDS, Aconteceu Comigo (An Early Frost, 1985), que lhe valeu um Golden Globe. Apareceu também em várias séries, como Starsky e Hutch, Playhouse 90, A Ilha da Fantasia, Cidade Nua e Rota 66. Mas ainda teve destacadas atuações no cinema, como coadjuvante, em Lembranças (Summer Wishes, Winter Dreams, 1973), Os Fantasmas Se Divertem (Beetlejuice, 1988) e Romance de Outono (Used People, 1992). Setenta anos depois de iniciada, encerrou a carreira em Marte Ataca (Mars Attacks!, 1996).
Sylvia foi protagonista de discussões com diversos diretores com quem trabalhou: Josef von Sternberg, William Wyler, Fritz Lang etc. Sobre este último, disse "sobrevivi a três filmes com ele". De Alfred Hitchcock, que a dirigiu em O Marido Era o Culpado (Sabotage, 1936): "com Hitchcock aprendi a agir como uma marionete e não tentar ser criativa". Atitudes assim contribuiram para que ela fosse cada vez mais deixada de lado por aqueles que davam as cartas na indústria do cinema.
Sylvia casou-se três vezes; todos os seus casamentos resultaram em divócio. Do segundo, com Luther Adler, nasceram seu filho Jacob e sua filha Jody, que ela considerava o tesouro de sua vida. Faleceu vítima de câncer na garganta.

## Trabalhos no cinema
- Mars Attacks! (1996) .... Vovó Florence Norris
- Used People (1992) .... Becky
- Beetle Juice (1988) .... Juno
- Copkiller (1983) .... Margaret Smith
- Hammett (1982) .... Donaldina Cameron
- Damien: Omen II (1978) .... Aunt Marion
- I Never Promised You a Rose Garden (1977) .... Srta. Coral
- God Told Me To (1976) .... Elizabeth Mullin
- Summer Wishes, Winter Dreams (1973) .... Sra. Pritchett
- Behind the High Wall (1956) .... Hilda Carmichael
- Violent Saturday (1955) .... Elsie Braden
- Les Miserables (1952) .... Fantine
- Love from a Stranger (1947) .... Cecily Harrington
- Mr. Ace (1946) .... Margaret Wyndham Chase
- The Searching Wind (1946) .... Cassie Bowwman
- Blood on the Sun (1945) .... Iris Hilliard
- The Wagons Roll at Night (1941) .... Flo Lorraine
- One Third of a Nation (1939) .... Mary Rogers
- You and Me (1938) (1938) .... Helen Dennis
- Dead End (1937) .... Drina Gordon
- You Only Live Once (1937) .... Joan Graham Taylor
- Sabotage (1936)  .... Sra. Verloc
- Fury (1936) .... Katherine Grant
- The Trail of the Lonesome Pine (1936) .... June Tolliver
- Mary Burns, Fugitive (1935) .... Mary Burns
- Accent on Youth (1935) .... Linda Brown
- Behold My Wife (1934) .... Tonita Storm Cloud
- Thirty Day Princess (1934) .... Princesa Catterina/Nancy Lane
- Good Dame (1934) .... Lillie Taylor
- Jennie Gerhardt (1933) .... Jennie Gerhardt
- Pick-up (1933) .... Mary Richards
- Madame Butterfly (1932) .... Cho-Cho San
- Merrily We Go to Hell (1932) .... Joan Prentice
- The Miracle Man (1932) .... Helen Smith
- Ladies of the Big House (1931) .... Kathleen Storm McNeil
- Street Scene (1931) .... Rose Maurrant
- An American Tragedy (1931) .... Roberta 'Bert' Alden
- Confessions of a Co-Ed (1931) .... Patricia
- City Streets (1931) .... Nan Cooley
- Five Minutes from the Station (1930) .... Carrie Adams
- Thru Different Eyes (1929) .... Valerie Briand